# Creu de la Independència (Polònia)
La Creu de la Independència (polonès: Krzyż Niepodległości) era una de les màximes condecoracions militars de Polònia entre la Primera i la Segona Guerra Mundial. Era atorgada a aquells que lluitessin heroicament per la independència de Polònia, abans de la I Guerra Mundial o durant ella, així com en les guerres de 1918 i 1921 (amb excepció de la Guerra Poloneso-Soviètica). Després de 1938 també va ser atorgada als responsables de la reunificació de Zaolzie amb Polònia.
Va ser creada el 29 d'octubre de 1930 pel President de Polònia, Ignacy Mościcki.
Té 3 classes:
- Creu de la Independència amb Espases (1818 atorgades fins al 1938)
- Creu de la Independència (7.917 atorgades fins al 1938)
- Medalla de la Independència (51.735 atorgades)

Dins l'escalafó militar se situa abans de la 4a classe de l'Orde Polònia Restituta; i en l'escalafó civil se situa abans la Medalla dels Voluntaris de Guerra.
Els receptors de la Creu de la Independència tenen dret a ser elegits al Senat polonès, a viatjar en els trens polonesos de manera gratuïta i d'escolaritzar als seus fills a les escoles que vulguin de manera també gratuïta.

## Disseny
Una creu de 42mm, feta en bronze daurat. A l'anvers apareix un escut rectangular amb una àliga en relleu. El revers és cobert en esmalt negre amb el lema Bojownikom Niepodległości (Als Combatents per la Independència). La versió amb Espases té dues espases creuades sobre la creu.
La medalla fa 35mm de diàmetre i és íntegrament en bronze. A l'anvers hi apareix l'Hidra (simbolitzant les 3 particions de Polònia) trencada per 2 espases i envoltat pel lema Bojownikom Niepodległości (Als Combatents per la Independència). El revers és pla amb les lletres RP al centre.